# Мост у аэропорта (Дюссельдорф)
Мост у аэропорта (нем. Flughafenbrücke) — стальной вантовый мост через Рейн в городе Дюссельдорфе (Германия, федеральная земля Северный Рейн-Вестфалия). Мост соединяет один из северных районов Дюссельдорфа Лохаузен (Дюссельдорф-Лохаузен) и район города Мербуш Ильверих. По мосту проходит автобан № 44 (de:Bundesautobahn 44). Своё название мост получил благодаря расположению поблизости с международным аэропортом Дюссельдорфа. Через мост ежедневно проезжает около 56 000 автомобилей (по данным 2005 года).

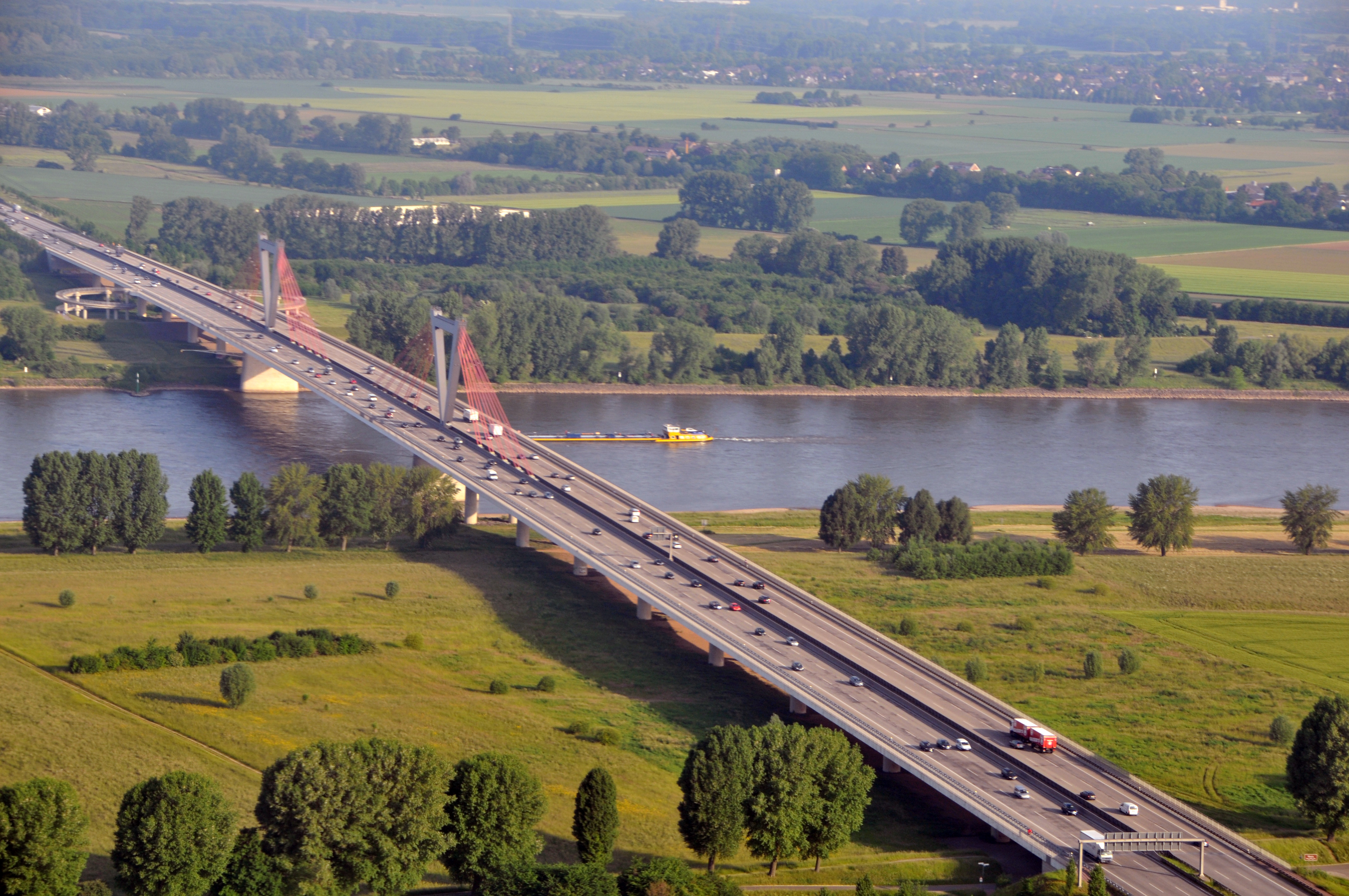
Вид на мост с высоты птичьего полёта

Строительство моста велось с 1998 по 2002 годы строительными компаниями «Leonhardt, Andrä und Partner» и «Meyer + Schubart». Расходы на строительство составили 160 млн. немецких марок.

## Технические данные[3]
- Количество пилонов — 2
- Высота пилонов — 81 м
- Поперечное сечение пилонов — 2,85×2,0 м (в нижней части), 5,05×2,67 м (в верхней части)
- Материал вантов — сталь
- Материал пилонов — сталь
- Материал полотна — сталь
- Количество вантов — 80
- Главный пролёт — 287,50 м
- Схема пролётов — 7×64,20 м — 6×63,00 м — 287,50 м — 8×63,00 м — 55,20 м
- Общая длина — 1 286,50 м
- Ширина моста — 38,5 м
- Толщина полотна — 3,77 м
- Площадь дорожного полотна — 48 887 м²
- Масса стальных конструкций — 7 835 т
- Объём бетона — 56 600 м³

## Споры о названии
Во время строительства моста был проведен опрос среди местного населения о желаемом названии нового моста. Наибольшее количество голосов получило наименование «Нижнерейнский мост». Однако, федеральное министерство транспорта, строительства и городского развития Германии, в ведении которого мост должен был находиться после сдачи в эксплуатацию, не одобрило это имя и мост получил своё название благодаря находящемуся рядом международному аэропорту Дюссельдорфа.
В конце 2008 года тогдашний обер-бургомистр Дюссельдорфа Иоахим Эрвин предложил изменить название моста. Однако возникла проблема, связанная с тем, что западная сторона моста находится на территории города Мербуш, власти которого были против переименования.

Дело закончилось тем, что министр путей сообщения Северного Рейна — Вестфалии Лутц Линенкэмпер (de:Lutz Lienenkämper) 25 марта 2009 года принял решение оставить первоначальное название.